# Золотарёва, Татьяна Евгеньевна
Татья́на Евге́ньевна Золотарёва (род. 22 июля 1970), в девичестве Ивано́ва — российская легкоатлетка, специалистка по бегу на длинные дистанции и марафону. Выступала на профессиональном уровне в 1990-х и 2000-х годах, двукратная чемпионка России в марафоне, победительница и призёрка ряда крупных международных стартов на шоссе. Представляла Санкт-Петербург. Мастер спорта России международного класса. Преподаватель НГУ им. П. Ф. Лесгафта.

## Биография
Татьяна Иванова родилась 22 июля 1970 года. Начала заниматься лёгкой атлетикой в секции Детско-юношеской спортивной школы Выборгского района, позднее проходила подготовку под руководством тренера Виктора Золотарёва (вышла за него замуж и выступала под его фамилией). Представляла санкт-петербургский спортивный клуб «Кировец».
Впервые заявила о себе в сезоне 1991 года, став четвёртой на Московском международном марафоне мира — с результатом 2:43:31 выполнила норматив мастера спорта СССР.
В 1993 году с личным рекордом 2:33:52 финишировала шестой на Парижском марафоне. Попав в состав российской сборной, выступила на Кубке мира по марафону в Сан-Себастьяне, где заняла 32-е место в личном зачёте и вместе с соотечественницами стала бронзовой призёркой командного зачёта.
В 1994 году выиграла марафоны в Ольберге, Вишеграде, Таллине и Нижнем Новгороде. Стартовала в марафоне на чемпионате Европы в Хельсинки, но сошла здесь с дистанции. Показала 16-й результат на Пекинском марафоне.
В 1995 году была четвёртой на Бабушкином марафоне в Дулуте, второй на Хельсинкском городском марафоне, шестой на Чикагском марафоне.
В 1996 году закрыла десятку сильнейших Хьюстонского марафона, стала пятой на Питтсбургском марафоне.
В 1997 году финишировала третьей на Остинском марафоне, превзошла всех соперниц на марафоне в Питтсбурге, стала восьмой на марафоне в Дулуте, пятой на Кошицком международном марафоне, первой на марафоне в Уорвике.
В 1998 году помимо прочего победила на Каролинском марафоне, получила серебро на Питтсбургском марафоне, финишировала шестой на марафоне Дулуте.
Сезон 1999 года пропустила в связи с рождением дочери.
В 2000 году была восьмой на Хьюстонском марафоне, выиграла Хельсинкский марафон, финишировала второй на Гаврском марафоне.
В 2001 году стала третьей на Валенсийском марафоне, четвёртой на Белградском марафоне и на чемпионате России по марафону в Москве, первой на Хельсинкском марафоне, пятой на марафоне Ocean State в Провиденсе.
В 2002 году одержала победу на международном марафоне «Дорога жизни» в Санкт-Петербурге и на чемпионате России по марафону в Москве, показала второй результат на Белградском марафоне и на марафоне «Белые ночи» в Санкт-Петербурге. Благодаря череде удачных выступлений удостоилась права защищать честь страны на чемпионате Европы в Мюнхене — в программе марафона показала время 2:41:29, расположившись в итоговом протоколе соревнований на 14-й строке (вместе с соотечественницей стала серебряной призёркой разыгрывавшегося здесь Кубка Европы по марафону). Также в этом сезоне добавила в послужной список ещё одну победу на Хельсинкском марафоне.
В 2003 году вновь была лучшей на марафоне «Дорога жизни», победила на чемпионате России по марафону в Уфе, на марафоне «Белые ночи» в Санкт-Петербурге и на Хельсинкском марафоне.
В 2004 году заняла третье место на Гонконгском марафоне и 12-е место на Сингапурском марафоне.
В 2006 году стала четвёртой на Хельсинкском марафоне.
В 2008 году финишировала седьмой на марафоне «Белые ночи».
В 2011 году одержала победу на марафоне «Киевская Русь» в Киеве.
В 2012 году показала 12-й результат на мастерском чемпионате мира в Финляндии, была пятой на Рижском полумарафоне и шестой на Афинском классическом марафоне.
В 2013 году бежала дистанции 5000 и 10 000 метров, а также полумарафон на Всемирных играх ветеранов спорта в Турине.
За выдающиеся спортивные достижения удостоена почётного звания «Мастер спорта России международного класса».
Окончила Санкт-Петербургский государственный университет физической культуры имени П. Ф. Лесгафта (2006), где впоследствии работала преподавателем на кафедре лёгкой атлетики.